# 塘口站
塘口站是黎湛铁路、粤海铁路上的一个中间站，位于广东省遂溪县黄略镇。车站为中国铁路南宁局集团湛江车站管辖的三等站，承担粤西和海南岛货物列车的分界口进出改编、交接任务；货运主要负责湛江港铁路疏运，以金属矿运输为主:350。
车站作为湛江港第三作业区的辅助设施建于1968年，1970年1月1日投入运营，当时车站设有5条到发线。粤海铁路建设期间，车站作为接轨站进行扩建工程。原计划修建三级五场编组站，后改为一级三场编组站。目前车站设有12条到发线（含4条正线）、旅客站台2座。该站北端连接遂溪站、黄略站，南端连接湛江北站、湛江西站、港铁东站5个方向。站房总面积2550平方米，其中候车厅150平方米。车站是中国铁路南宁局集团公司重要的分界口之一，和广州局集团粤海铁路湛江西站分界:350。